# Cerro del aire
Cerro del aire es el álbum solista de uno de los bateristas estandartes del rock mexicano, Alfonso André, quien ha sido miembro de agrupaciones como Las Insólitas Imágenes de Aurora, Caifanes, Jaguares y La Barranca. El disco cuenta con 11 tracks, 2 de los cuales son covers: "Penélope" de Robi Draco Rosa y "Aeroplano" canción de uno de los grupos con los que ha participado Alfonso: La Barranca.
El disco fue grabado por Federico Fong, Alfonso André y Eduardo del Águila
en El Submarino del Aire, entre noviembre de 2010 y marzo de 2011. Mezclado por Eduardo del Águila en Estudio Honky Tonk, marzo de 2011 y en Estudio Mono, mayo de 2011.
Masterizado por Tom Baker en Precision Mastering, junio de 2011

## Lista de canciones
| N.º | Título                                | Escritor(es)                 | Duración |  |
| 1.  | «Estampa»                             | Fong, André, Arreola         | 3:29     |  |
| 2.  | «La mitad de la verdad»               | André, Arreola               | 4:00     |  |
| 3.  | «Todo temor esconde siempre un deseo» | José Manuel Aguilera         | 4:43     |  |
| 4.  | «Penelope»                            | Robi Draco Rosa              | 4:19     |  |
| 5.  | «Puedo sentir el viento»              | Jose Manuel Aguilera         | 4:19     |  |
| 6.  | «Reflejo»                             | Fong, André, Arreola, Corona | 4:08     |  |
| 7.  | «Aeroplano»                           | José Manuel Aguilera         | 4:47     |  |
| 8.  | «La piel»                             | Diego Herrera                | 4:47     |  |
| 9.  | «Bruma»                               | Fong, André, Arreola         | 3:41     |  |
| 10. | «Fuga y quietud»                      | Fong, André, Arreola         | 4:00     |  |
| 11. | «Muérdeme»                            | André, Aguilera, Arreola     | 4:27     |  |

## Créditos y personal

### Miembros
- Alfonso André – voz, batería, programación
- Federico Fong – guitarra, bajo, teclados, programación

### Colaboraciones
- Cecilia Toussaint
- Chema Arreola
- José Manuel Aguilera
- Sabo Romo
- Aleks Syntek
- Paco Huidobro
- Alejandro Marcovich
- Diego Herrera
- Jesús Báez
- Yann Zaragoza
- Julián André
- María Cortés
- Jorge Luri Molina
- Mónica del Águila
- DJ Rayo
- Jorge Cox Gaitán
- Lari Ruiz Velasco